# Marc-Antoine de Dampierre
Marc-Antoine de Dampierre (Pisseleu, 26 décembre 1676 - Versailles, 17 juin 1756), marquis de Dampierre, est un maître de vénerie, sonneur de trompe et compositeur.

## Biographie
Fils d'Antoine de Dampierre, seigneur de Villeneuve et sieur de Sainte-Agathe, et de Marie-Thérèse de Vendôme d'Abrecourt, Marc-Antoine a d'abord été page de la Grande Mademoiselle, puis du duc et de la duchesse du Maine, au château de Sceaux, près de Paris. En 1698, il devint gentilhomme attaché à leur service, puis, en 1709, maître de la vénerie ducale. En 1722, il fut nommé gentilhomme des Menus-Plaisirs du roi Louis XV. En tant que commandant des équipages verts, il suivit toutes les chasses royales.
En 1705, il avait épousé Justine-Marguerite Colomes, fille de Guillaume Colomes, premier apothicaire de l'artillerie du duc du Maine.
Bon musicien, il jouait notamment de la flûte traversière, de la viole de gambe et du violon. Il était ami de compositeurs comme Jean-Joseph Mouret, Michel-Richard Delalande, Nicolas Bernier, André Campra et Jean-Joseph Cassanéa de Mondonville. Il était également comédien, lorsqu'il était à Sceaux, et plus tard, à Versailles.
Il apporta à la Vénerie du roi la dimension musicale qui lui manquait, après avoir fait perfectionner la trompe de chasse. En 1705, il inspira la trompe en ré majeur, longue de 4,545 m, avec un pavillon de 27 cm de diamètre, enroulée à un tour et demi (forme « à la Dampierre »), qui fut adoptée à la Vénerie du roi. Dampierre, à l'occasion de la naissance du dauphin en septembre 1729, fit encercler par Charles Lebrun cette trompe sur deux tours et demi (55 cm de diamètre). Ce modèle, dit aussitôt « à la Dauphine », fut très vite utilisé pour sa commodité ; on s'en servit couramment à la chasse pendant près de 150 ans.
Virtuose de la trompe, il eut l'occasion de sonner en soliste à l'orchestre, et notamment au Palais du Louvre, devant le roi, lors de l'audition de la Symphonie guerrière de Philidor l'Aîné. Il stupéfia la Cour, au bois de Boulogne, en sonnant merveilleusement « La Royale ». Louis XV lui donna le commandement de l'équipage du Lièvre en 1729 et de celui du Daim en 1738.
Dans ses mémoires, le duc de Luynes note que Dampierre chassait et sonnait encore fort bien à 73 ans. Il légua ses trompes (et ses bottes) à un laquais nommé Vallée.

## Œuvres
Il a été surnommé le « Père des fanfares de chasse ». On lui attribue de nombreuses fanfares connues : 26 sont publiées pour la première fois en 1734 en appendice du recueil de poèmes de Jean Serré de Rieux, intitulé Les Dons des Enfans de Latone (c'est-à-dire Diane et Apollon).
Un deuxième recueil (1756), attribué au comte d'Eu, petit-fils de Louis XIV et élève de Dampierre, porte à 33 le nombre de ses fanfares connues. À cela, il faut ajouter des Tons et des Appels.
Ces airs sont toujours d'actualité. Dampierre donna aux compositions pour trompes de chasse les formes qu'elles n'ont pas quittées à ce jour.
Il est notamment l'auteur d'une fanfare de chasse bien connue, qui porte son nom : « La Dampière ». Citons aussi les trois fanfares de chasse suivantes : « La Royale » (qui n'était jouée que si le roi était présent, pour lui rendre les honneurs), « La Prince de France » (qui n'était jouée que si un prince de la famille royale était présent) et une troisième fanfare nommée « Les Honneurs du pied ».
En octobre 1707, devant Marie-Thérèse de Bourbon, princesse de Conti, le compositeur Jean-Baptiste Morin fit entendre « La Dampierre », au cours de son divertissement pour soli, chœur et orchestre avec trompes, intitulé La Chasse du Cerf. Entendu ensuite par Louis XIV le 25 août 1708, à Fontainebleau, ce qu'on peut considérer comme un « petit opéra », en un acte (avec « mise en espace »), sera imprimé à Paris par Christophe Ballard, en 1709. La première apparition de cette fanfare remonte à 1705, dans un recueil manuscrit d'André Danican dit Philidor l'Aîné.